# Iosif Ivanovici
Cet article possède un paronyme, voir Ivanovci.
Iosif Ivanovici, prénommé aussi Ion ou encore Ivan Ivanovici (né sous le nom de Jovan Ivanović (serbe : Јован Ивановић) en 1845, à Temesvár – mort le 28 septembre 1902, à Bucarest) a été un clarinettiste, chef d'orchestre et compositeur roumain, d'origine serbe, de musique militaire et de musique légère. Sa création inclut majoritairement des danses (valses) et des marches. Une de ses compositions les plus connues est la valse Les Flots du Danube, en roumain Valurile Dunării.

## Activités
Cette rubrique est vide et reste à compléter.

## Compositions
- Souvenir Moskau (Souvenir from Moscow) Waltz
- Erzherzog Carl Ludwig Marsch ("Marșul arhiducelui Carl Ludwig"), Op. 129
- La Serenade
- The daughter of the boatman, ou Schiffers Tochterlein ("La fille du marin")
- Seufzer Waltz (Sigh Waltz)
- Sinaia Waltz
- Szerenade Zigeuneren ("Gypsy Serenade")
- Carmen Sylva Waltz from 1892
- Polka "Mariana"
- Romania's Heart Waltz, Op. 51
- Incognito Waltz
- Abschied von Focșani Marsch (Farewell to Focșani March)
- La valse "Vision de l'Orient" (Vision of the East Waltz), Op. 147
- Meteor Waltz
- Im Mondenglanz Waltz (Moonglow Waltz), Op. 122
- Magic of the Mountains Waltz
- Liebes Klange Polka (Love of Music Polka)
- Storm Galopp
- Wild Flowers Waltz
- Abendtraume Polka-Mazurka (Evening Dream Polka-Mazurka)
- Agatha Waltz
- Der Liebesbote Waltz (Messenger of Love Waltz), Op. 136
- Easy, like a dream, aussi connu comme Légère, comme un rêve en français et Leicht, wie der Traum en allemand
- Polka "Poker", Op. 123
- Am Hofe der Czarin Waltz (In the Courts of the Princess Waltz), Op. 124
- Die Ballkönigin Waltz (King of the Ball Waltz), Op. 127
- Goldene Stunden Waltz (Golden Hours Waltz), Op. 128 from 1893
- Polka-Mazurka "Céline", Op. 130
- Natalia Waltz, Op. 134
- Beim Pfanderspiel Polka, Op. 137
- Bluthenzauber Waltz, Op. 149
- Lieb' um Liebe Waltz (Love for Love Waltz), Op. 155
- Alina Waltz
- Amalia Waltz
- Life in Cyprus
- Souvenir de Brăila Quadrille
- Aurel Waltz
- Cleopatra Waltz
- Polka-Mazurka "Elena"
- Farmecul Peleșului ("Le charme de Peleș")
- Fata pescarului ("La fille du pêcheur")
- Valsul "Frumoasa româncă" (La valse "La belle roumaine")
- "Frumoșii ochi albaștri" Song (La chanson "Les belles blues yeux")
- Hora micilor dorobanți ("L'hora des petits fantassins")
- Herzliebchen Waltz
- Kalinderu Marsch
- Mazurka "La balul Curții" (La mazurka "Au bal de la Cour")
- Luceafărul Waltz (La valse "L'étoile du matin ou du soir")
- Military March
- Marșul "Carol" (La marche "Carol")
- L'Odalisque Polka-Mazurka
- Mazurka "Pe Dunăre" (La mazurka "Sur le Danube")
- Mazurka "Plăcerea balului" (La mazurka "Le plaisir du bal")
- Porumbeii albi ("Les pigeons blancs")
- Die Königin des Morgens ou The Queen of the Morning
- Polka "Roșina", 1902
- Sârba moților ("La sârba des alpinistes")
- Suvenire Quadrille
- Maus Polka ou Mouse Polka
- Tatiana Waltz
- Roses from the Orient Waltz
- Valsul "Viața la București" (La valse "La vie au Bucarest")
- valsul "Visuri de aur" (La valse "Rêves d'or")
- Zâna Dunării ("La fée du Danube")
- Anniversary Waltz
- Le Ländler bavarois (Ländler-ul bavarez)
- Kaiserreise ou Voyage Imperial March (Marșul "Călătorie împărătească")
- La valse "La Belle Roumaine" (The pretty Romania Waltz) from 1901
- Danube Waves, ou Les Flots du Danube en français[1], en encore Donauwellen en allemand